# Албрехт Лудвиг фон Крихинген
Албрехт Лудвиг фон Крихинген (на немски: Albrecht Ludwig von Criechingen; † 1651) е фрайхер и граф на Графство Крихинген (1633 – 1651).

## Произход
Той е син на имперски граф Петер Ернст II фон Крихинген-Пютлинген († 1633) и съпругата му графиня Анна Сибила фон Насау-Вайлбург († ок. 1643), дъщеря на граф Албрехт фон Насау-Вайлбург (1537 – 1593) и Анна фон Насау-Диленбург (1541 – 1616).

## Фамилия
Албрехт Лудвиг фон Крихинген се жени на 22 март 1637 г. за вилд-рейнграфиня Агата фон Залм-Кирбург (* ок. 1617), дъщеря на вилд-рейнграф Йохан Казимир фон Кирбург (1577 – 1651) и графиня Доротея фон Золмс-Лаубах (1579 – 1631).
Те имат пет деца:
- Казимир Ото фон Крихинген († млад)
- Георг Ото фон Крихинген († 1655/1665)
- Йохан Лудвиг фон Крихинген († 5 май 1681)
- Ернст Казимир фон Крихинген († 1665), женен за вилд-рейнграфиня Анна Елизабет фон Кирбург (* август 1642; † сл. 1670), дъщеря на вилд-рейнграф Георг Фридрих фон Кирбург († 1681) и графиня Анна Елизабет фон Щолберг-Ортенберг († 1671), бездетен
- Анна Доротея фон Крихинген († 20 май 1705, Норден), омъжена на 22 август 1665 г. в Норден, Аурих, за граф Едцард Фердинанд, регент на Фризия (* 12 юли 1636; † 1 януари 1668), син на граф Улрих II от Източна Фризия († 1648) и Юлиана фон Хесен-Дармщат († 1659).